# 解
解是漢詩的章節，一章即為一解，一首詩可分為多「解」。
在兩漢、魏晉的樂府詩，解是音樂上的用語，指樂曲的一章。有的詩歌會標示分為多少解，也有的不分解。分解的詩歌，大抵每一解都反覆歌唱同一首樂曲；而不分解的，即使長篇，由始至終都是樂曲一首，不重複。詩歌換韻之處，往往也在詩句轉入另一新「解」的地方。原則上，詩歌以4句為一解，律詩8句，一般分為2解。明末清初金聖嘆提出新說，4句稱一解之外，以2句為「半解」；詩歌意思的起落，往往亦相當於解的起落。例如古詩十九首〈青青河畔草〉：「青青河畔草，鬱鬱園中柳。盈盈樓上女，皎皎當窗牖。娥娥紅粉粧，纖纖出素手。」頭兩句專寫景，是為「半解」；第3-6句，寫的是美人，則是另一「解」。

## 延伸阅读
[在维基数据编辑]
 《欽定古今圖書集成·理學彙編·文學典·解部》，出自陈梦雷《古今圖書集成》